# Antonio Hurtado de Mendoza
Antonio Hurtado de Mendoza (Castro-Urdiales, Cantabria, 1586-Zaragoza, 22 de septiembre de 1644) fue un dramaturgo y poeta español del Siglo de Oro. 

## Biografía
De la noble y literaria estirpe de los Hurtado de Mendoza, pero con escasos bienes económicos, durante su juventud sirvió como paje al Duque de Lerma, valido del rey Felipe III, y asistió a la academia del Conde de Saldaña, personaje con inquietudes literarias que convocaba esta academia en su casa. En ella conoció a otro célebre dramaturgo, Luis Vélez de Guevara, y probablemente también a Francisco de Quevedo, con quienes le unió gran amistad. 
Era de disposición tan hábil para manejarse en los círculos cortesanos que, al caer el gran valido de Felipe III Duque de Lerma consiguió sin embargo ganarse al Conde-Duque de Olivares y entrar al servicio del nuevo rey Felipe IV en 1621. Le encomendaron escribir la Relación de las fiestas celebradas en Aranjuez para el cumpleaños del rey al año siguiente (1622) y en ellas se representó su comedia Querer por sólo querer; estos y otros servicios fueron ampliamente recompensados con el nombramiento poco después, en 1623, de secretario del Rey y miembro de las Órdenes de Santiago y Calatrava, e incluso en 1624 de ayuda de cámara, con el cargo de Comendador de Zorita. Esta meteórica ascensión no paró aquí: en 1632 es secretario del Consejo de la Inquisición y en 1641 secretario de la Cámara de Justicia. Poseía además el señorío de Villar del Olmo (Madrid).
Sus dotes literarias y servilismo le valieron el aprecio del Conde-Duque de Olivares, del que fue ojos y oídos; por ello fue conocido como "El Discreto de Palacio"; a su vez, Luis de Góngora, (de quien se consideraba discípulo) lo llamó el aseado lego y J. H. Elliot lo considera el poeta de cámara oficial de Felipe IV. También se llevó bien con Lope de Vega, Juan Pérez de Montalbán y Gabriel Bocángel, además de los ya citados Francisco de Quevedo, con quien colaboró en varias obras, y Luis Vélez de Guevara. 
Contrajo matrimonio en 1623 con doña Luisa Briceño de la Cueva y Figueroa, natural de Almería, que falleció en 1631. De este matrimonio nació en Madrid Jerónimo de Mendoza y Briceño de la Cueva Larrea Zurbano y Figueroa, al que el 5 de enero de 1628 le otorgaron por real cédula el título de caballero de la orden de Alcántara. A doña Luisa Briceño dedicará Lope de Vega su comedia El vellocino de oro: «A la señora doña Luisa de Briceño, mujer de don Antonio Hurtado de Mendoza, caballero del Hábito de Calatrava, secretario de su Majestad» El mismo año de su fallecimiento, en 1631, se volvió a casar don Antonio con Clara María de Ocón Coalla, que le da dos hijos: Juan (al que su padre logró que lo nombraran caballero de Calatrava con solo cuatro meses, y que falleció de niño) y Francisca, marquesa de Miranda de Anta. En 1644 consta que residía en Zaragoza, por lo cual se sospecha que, tras la caída del Conde-Duque de Olivares y su destierro a Loeches, pudo caer él también en desgracia. En la capital aragonesa murió el 22 de septiembre de 1644 y en 1728 se publicaron sus Obras líricas y cómicas.

## Obra
Escribió numerosos textos poéticos y dramáticos, redactados en función de las necesidades y deseos de la Corte. En su obra lírica, encuadrada en el Culteranismo, destaca la Convocatoria de las cortes de Castilla, escrita con motivo de la jura ante la Corte del príncipe Baltasar Carlos, y la Vida de Nuestra Señora, un extenso romance de tema mariano. Sus poemas fueron en su mayor parte compilados en Obras líricas y cómicas, divinas y humanas (1690) y en ellas se apercibe una especial predilección por el romance y la décima espinela; apenas compuso sonetos. 
Como poeta dramático alcanzó un gran éxito, aunque se prodigó poco y no se cuidó demasiado de editar bien sus obras. Figura entre los discípulos de Lope de Vega, pero sus piezas tienen un toque particular. Las más notables son interesantes por su aportación en el terreno del entremés y la comedia de enredo, verbigracia El marido hace mujer y el trato muda costumbre (1631-32) (utilizada por Molière como inspiración para su L'École des maris, 1661), Cada loco con su tema o el montañés indiano (1630), No hay amor donde no hay agravio, Los empeños del mentir o Más merece quien más ama (esta última escrita con Diego Juan de Vera Tassis y Villarroel y posterior a 1634). Colaboró también con Quevedo en la pérdida Quien más miente medra más, encargada por el Conde-Duque, escrita en un solo día y representada en la Corte en la noche de San Juan de 1631. 
Destaca en las comedias de Hurtado de Mendoza su tratamiento de la figura del donaire o "gracioso", al que acerca a las figuras de la Commedia dell'Arte italiana. Prefigura ya además la comedia de figurón que se desarrollaría posteriormente. Para Ignacio Arellano sus comedias poseen una gran calidad dramática, son ingeniosas y bien construidas y exploran las modalidades de la sensatez y el buen sentido, de la moderación inteligente y la feliz adaptación a lo razonable, rasgos que también caracterizaron la personalidad de su autor. Acaso sus dos mejores comedias sean Cada loco con su tema, comedia de figurón, y Los empeños del mentir. La primera es un espectáculo sobre un risible figurón montañés, el anticuado Hernán Pérez, que busca casamiento para sus hijas y opone provincia y corte a través de sus desventuras, en las cuales aparecen no menos caricaturizados los pretendientes madrileños por su falsedad y cobardía. La segunda es de construcción casi perfecta, y es aquella quizá en la que participó Quevedo; esconde una meditación típicamente barroca sobre la fugacidad e impermanencia de las cosas y la dificultad para conocer la verdad en una sociedad marcada por el prejuicio y la apariencia. Por otra parte, Hurtado de Mendoza tuvo una gran fama como entremesista y escribió mucha obra corta de la que destacan "entremeses de figuras" como El examinador Miser Palomo, representado en octubre de 1617 en las fiestas que Lerma ofreció a Felipe III, junto con la comedia El caballero del sol de su amigo Luis Vélez de Guevara. Se imprimió al año siguiente en Valencia. Este famoso entremés tuvo una segunda parte del propio autor, El doctor Dieta. 
La mejor recopilación de su obra se encuentra en la segunda edición de Obras líricas y cómicas, divinas y humanas, que corresponde a 1728, corrige la primera e incorpora además el extenso poema Vida de Nuestra Señora, al parecer la última obra que escribió. Por demás, Rafael Benítez Claros publicó tres volúmenes con sus Obras poéticas (Madrid: Real Academia Española, 1947 y 1948)

## Ediciones

### Poemas
- Obras líricas y cómicas, divinas y humanas, 1690
- Obras líricas, y cómicas, divinas, y humanas: con la celestial ambrosía del admirable poema sacro de Maria Santissima, ultimo suave divimo [sic] aliento de aquel canoro cisne, el más pulido, mas asseado y más Cortesano Cultor de las Musas Castellanas... Segunda impression corregidas y enmendadas de los muchos yerros que en la primera havia cometido el descuido de la imprenta, Madrid: en la oficina de Juan de Zúñiga, a costa de Francisco Medel, hallarase en su casa en la Plazuela de la calle de la Paz, 1728.
- Obras poéticas, ed. de Rafael Benítez Claros, Madrid: Real Academia Española, 1947 y 1948, 3 vols.
- Convocatoria de las Cortes de Castilla
- Vida de Nuestra Señora
- La guerra

### Teatro
- El premio de la virtud
- Los riesgos que tiene un coche
- El galán sin dama
- Celos sin saber de quién
- Amor con amor se paga
- Loa que representó Pedro de Villegas en la comedia que se hizo en Palacio por las nuevas de Bredá (1625).
- El marido hace mujer y el trato muda costumbre (1631-32)
- Cada loco con su tema o El montañés indiano (1630)
- No hay amor donde no hay agravio
- Con Juan de Vera Tassis, Más merece quien más ama (posterior a 1634)
- Querer por solo querer
- Ni callarlo ni decirlo
- Los empeños del mentir  (escrita quizá con Francisco de Quevedo)
- Quien más miente, medra más (escrito con Francisco de Quevedo en 1631)

### Entremeses
- Famoso entremés de Getafe
- El Ingenioso Entre bajo
- El examinador micer Palomo
- El doctor Dieta (segunda parte del anterior)

### Otras obras
- Fiesta que se hizo en Aranjuez a los años del Rey nuestro Señor don Felipe IV, 1623.
- Vejamen de Antonio Hurtado de Mendoza en Sevilla, 1624.